# Kältemischung
Als Kältemischung werden Mischungen von Stoffen bezeichnet, die – für eine gewisse Zeit nach dem Anmischen – zum Entziehen von Wärme dienen können. Für diesen Zweck sind, je nach gewünschter Zieltemperatur, unterschiedliche Substanzen und Mischungen bekannt.
Die Wirkung der Kältemischung nutzt zwei Effekte:
- Der Lösungsvorgang von Stoff A in Stoff B kann endotherm sein.
- Durch die Beimengung eines Additivs kann der Schmelzpunkt eines Stoffes stark abgesenkt werden. Die physikalischen Ursachen dieses Effektes sind im Artikel Schmelzpunkterniedrigung erläutert.

Im Unterschied zu Kältemitteln sind die meisten Kältemischungen in getrennter Form ohne Druckbehälter lagerbar. Daher werden Kältemischungen häufig dann verwendet, wenn ohne Kältemaschine mit einfachen Mitteln tiefe Temperaturen erzeugt und kurzzeitig gehalten werden sollen (z. B. in Kältepacks).
Als Kältemittel und Verfahren zur mechanischen Herstellung von Kälte noch unbekannt waren, vor 1860 also, verwendete man Kältemischungen, um Kälte künstlich herzustellen.

## Arten von Kältemischungen
| Zusammensetzung                 | Min. Temperatur (°C) |
| ------------------------------- | -------------------- |
| 100 g Wasser + 100 g Eis        | 0                    |
| 100 g Wasser + 75 g NaNO3       | −5,3                 |
| 100 g Wasser + 140 g KI         | −12                  |
| 100 g Wasser + 133 g NH4SCN     | −18                  |
| 100 g Eis + 33 g NaCl           | −21                  |
| 100 g Eis + 143 g CaCl2 · 6 H2O | −50                  |
| Ethanol + CO2 (fest)            | −72                  |
| Diethylether + CO2 (fest)       | −77                  |
| Aceton + N2 (flüssig)           | −94                  |

### Mit Salzen
Beim Mischen von Salzen mit Wasser werden die endothermen Wärmeeffekte beim Lösen von Stoffen zur Kühlung genutzt. Die Temperaturänderung beim Lösen ergibt sich aus der Summe der Energie, die zum Lösen des Ionengitters der Salze erforderlich ist, und der Hydratationsenergie, die beim Lösen freigesetzt wird: Ist die Gitterenergie größer als die Hydratationsenergie, kühlt sich die Lösung ab und das Gemisch kann Wärme aus der Umgebung aufnehmen.
Mit Kältemischungen aus Kochsalz und Eis können Temperaturen bis zu −21 °C erreicht werden.
Niedrigere Temperaturen werden mit Kältemischungen aus Wassereis und anderen Salzhydraten erreicht. Wie im nebenstehenden Beispiel bei Verwendung von Calciumchlorid-Hexahydrat (CaCl2 · 6 H2O) sind bis −50 °C möglich.
Siehe auch Sole (Kältetechnik).

### Mit Trockeneis
| % Glycol in EtOH | Temp (°C) | % H2O in MeOH | Temp (°C) |
| ---------------- | --------- | ------------- | --------- |
| 0 %              | −78       | 0 %           | −97.6     |
| 10 %             | −76       | 14 %          | −128      |
| 20 %             | −72       | 20 %          | N/A       |
| 30 %             | −66       | 30 %          | −72       |
| 40 %             | −60       | 40 %          | −64       |
| 50 %             | −52       | 50 %          | −47       |
| 60 %             | −41       | 60 %          | −36       |
| 70 %             | −32       | 70 %          | −20       |
| 80 %             | −28       | 80 %          | −12.5     |
| 90 %             | −21       | 90 %          | −5.5      |
| 100 %            | −17       | 100 %         | 0         |

Trockeneis (d. h. gefrorenes CO2) sublimiert und entzieht die nötige Sublimationsenthalpie der Lösung, sodass sich die Kältemischung abkühlt. Kältemischungen mit Trockeneis können Temperaturen bis zu −78 °C erreichen, der Sublimationstemperatur des Trockeneises: in Ethanol bis −72 °C, in Diethylether bis −77 °C und in Chloroform bis −77 °C. Weitere spezielle Temperaturen lassen sich mit Glycol-Ethanol oder Methanol-Wasser-Mischungen erreichen. Diese können auch mit flüssigem Stickstoff abgekühlt werden, wenn Trockeneis nicht ausreicht.

## Historisches
Ole Rømer (1644–1710) nutzte den Gefrierpunkt einer Salzlake als Fixpunkt seiner 1701 entwickelten Temperaturskala. Daniel Fahrenheit verwendete daraufhin als Nullpunkt seiner 1708 vorgeschlagenen Skala die tiefste Temperatur, die er mit einer Mischung aus Eis, Wasser und Salmiak (= Ammoniumchlorid) oder Seesalz erzeugen konnte: −17,8 °C. Durch die Entdeckung der Gefrierpunktserniedrigung durch Charles Blagden (1748–1820) war bekannt, dass diese linear mit der Salzkonzentration zunahm. In der zweiten Hälfte des 18. Jahrhunderts wurden Kältemischungen aus Schnee und Säuren, beispielsweise verdünnter Salpetersäure, hergestellt. Der Apotheker Richard Walker berichtete 1788 über verschiedene Kältemischungen. Er konnte auch im Sommer Quecksilber (Schmelzpunkt −38,83 °C) zum Erstarren bringen. Tobias Lowitz (1757–1804) erzielte mit Hilfe von Mischungen von kristallwasserhaltigem Calciumchlorid („salzsauer Kalk“) und Schnee Temperaturen bis zu −50 °C. 1796 berichtete er über seine Versuche vom Winter 1792/1793: mit einer seiner Kältemischungen konnte er in einem geheizten Zimmer zwölf Pfund Quecksilber zum Erstarren bringen, mit Calciumchlorid und Schnee 35 Pfund Quecksilber. 1819 war schon eine umfangreiche Liste von Kältemischungen bekannt.